# Universidad de Birzeit
La Universidad de Birzeit (BZU) es una universidad situada en las afueras de Birzeit, pueblo cercano a la ciudad de Ramala, en Palestina. Su origen remonta a 1924, año en el que se fundó una escuela primaria femenina. Bajo el impulso de Musa Nasir, un universitario y político palestino, la escuela empezó a dar progresivamente cursos de formación universitaria a partir de 1953. En 1975, primer año en que se podían cursar allí estudios superiores completos, adoptó el nombre de Universidad de Birzeit. En el siglo XXI, es una de las universidades palestinas más antiguas y de más prestigio. El idioma oficial es el árabe pero muchas clases se dan en inglés. La universidad acoge a más de 8800 estudiantes de todas las regiones de Cisjordania y de la Franja de Gaza, con un 58,90% de mujeres.

## Historia

### De escuela primaria a instituto de secundaria
La historia de la universidad de Birzeit empezó en 1924, cuando Nabiha Nasir (1891-1951) fundó una escuela primaria para chicas de Birzeit y de las aldeas vecinas, en una época en la que prácticamente no había escuelas en la región. En 1930 la escuela se convirtió en una escuela secundaria para chicas y chicos, y en 1942 adoptó el nombre de Birzeit College. Tras la muerte de Nabiha Nasir, su hermano, Musa Nasir, tomó las riendas del instituto y abrió en 1953 y en 1961 un primer y segundo curso universitario en humanidades y en ciencias. El establecimiento ofrecía entonces un primer ciclo universitario cuyos graduados podían seguir estudiando en otras universidades del extranjero, y mantenía a la vez el instituto de secundaria.

### De instituto de secundaria a universidad
Como el Birzeit College era el único establecimiento palestino que ofertaba estudios superiores, la dirección decidió darles prioridad para poder acoger a un mayor número de estudiantes universitarios. Paulatinamente se cerraron los cursos de primaria y secundaria, y en 1967 el centro se dedicaba solo al primer ciclo universitario.
Tras la guerra de los Seis Días de 1967 y la ocupación militar de Cisjordania, Israel impuso restricciones a los desplazamientos de los palestinos, por lo que muchos estudiantes ya no podían viajar al extranjero para seguir estudiando. Ante esta situación, la dirección del Birzeit College decidió amplíar los estudios hasta conformar carreras universitarias completas para los estudiantes locales. Al fallecer Musa Nasir en 1971, su hijo, Hanna Nasir, asumió la dirección del centro y emprendió la labor de convertirlo en una verdadera universidad. En 1972, ya se habían diseñado licenciaturas de 4 años en humanidades y en ciencias, y se proyectó la construcción de un nuevo campus en las afueras del pueblo de Birzeit. Para abarcar la gestión de un establecimiento de más tamaño, la dirección fue confiada a una junta directiva autónoma en 1973 pero hubo que esperar varios años para que las autoridades militares israelíes la autorizaran oficialmente. Ese mismo año, la universidad fue cerrada por primera vez dos semanas por una orden militar israelí, y en 1974, tras unas manifestaciones estudiantiles a favor de la OLP, Hanna Nasir fue deportado hacia Líbano y permaneció exiliado en Jordania hasta 1993.
Entre 1974 y 1975 se implantaron los tercero y cuarto cursos de licenciatura, y el College cambió su nombre por Universidad de Birzeit (Birzeit University). Los primeros graduados en humanidades y en ciencias se licenciaron en julio de 1976. En el curso 1977-78 se implantó un máster en educación, en 1978-79 se creó la facultad de comercio y ciencias económicas, y en 1979-80 la facultad de ingeniería. 
En 1980 las autoridades israelíes, mediante la orden militar n.º 854, empezaron a controlar temas académicos como la contratación del profesorado, la admisión de los estudiantes y los contenidos de los cursos. Esta orden afectaba tanto a la Universidad de Birzeit como a todos los centros de enseñanza de los Territorios Ocupados. Pero la presión internacional y las protestas locales obligaron a anular la orden al poco tiempo.
Entre 1979 y 1992, la universidad estuvo cerrada el 60% del tiempo por las autoridades israelíes. Un mes después del estallido de la Primera Intifada, la universidad fue clausurada de nuevo; este decimoquinto cierre duró más de cuatro años, de enero de 1988 a abril de 1992. Durante este tiempo, la Universidad siguió dando clases a sus estudiantes de forma semiclandestina, formando pequeños grupos de estudio en locales improvisados fuera del campus. En estas condiciones, muchos alumnos necesitaron 10 años para cursar estudios de 4 años.
Con la creación de la Autoridad Nacional Palestina tras los acuerdos de Oslo en 1993, la necesidad de formar universitarios que pudieran asumir responsabilidades dentro de un emergente Estado Palestino se hizo más urgente. Con este propósito, la Universidad de Birzeit abrió varios centros e institutos especializados, y en 1995 creó una facultad de estudios de posgrado. El campus de la universidad siguió ampliándose con la construcción de nuevos edificios, para alcanzar una superficie de un poco más de 80 hectáreas en 2010. Debido a la difícil situación financiera de la Autoridad Nacional Palestina, la universidad depende, tanto para su construcción como para sus actividades, de donantes particulares palestinos y árabes, y de las aportaciones de empresas e instituciones extranjeras e internacionales.
Pensada como una universidad de ámbito nacional, la Universidad de Birzeit siempre ha atraído a estudiantes de toda Palestina. Pero durante la primera década del siglo XXI, las restricciones de movilidad impuestas por Israel han alterado la composición del estudiantado, al igual que en todas las universidades palestinas. Ya no hay estudiantes procedentes de Gaza, cuando éstos llegaron a representar la cuarta parte de los estudiantes de Birzeit, y los checkpoints y los toques de queda desalentan a los estudiantes que se desplazan desde Jerusalén, Hebron o Jenin.

## Perfil académico
La Universidad de Birzeit dispensa numerosos títulos de grado y pregrado a través de sus siete facultades:
- Humanidades
- Ciencias
- Ingeniería
- Tecnología de la Información
- Comercio y Económicas
- Derecho y Administración Pública
- Enfermería y Profesiones Asociadas con la Salud

Cuenta además con una facultad dedicada a los estudios de posgrado.
Aparte de los estudios académicos, dispone de centros e institutos especializados, destinados a la investigación y orientados a la comunidad palestina y a diseñar políticas sostenibles para las instituciones palestinas. Abarcan campos tan diversos como la salud pública, las relaciones internacionales, los medios de comunicación, el medio ambiente y la gestión del agua, las mujeres, los estudios jurídicos y laboratorios de pruebas científicas, entre otros. La universidad dispone también de un centro de formación permanente de adultos, orientado a los trabajadores del sector público, privado y a las ONGs.

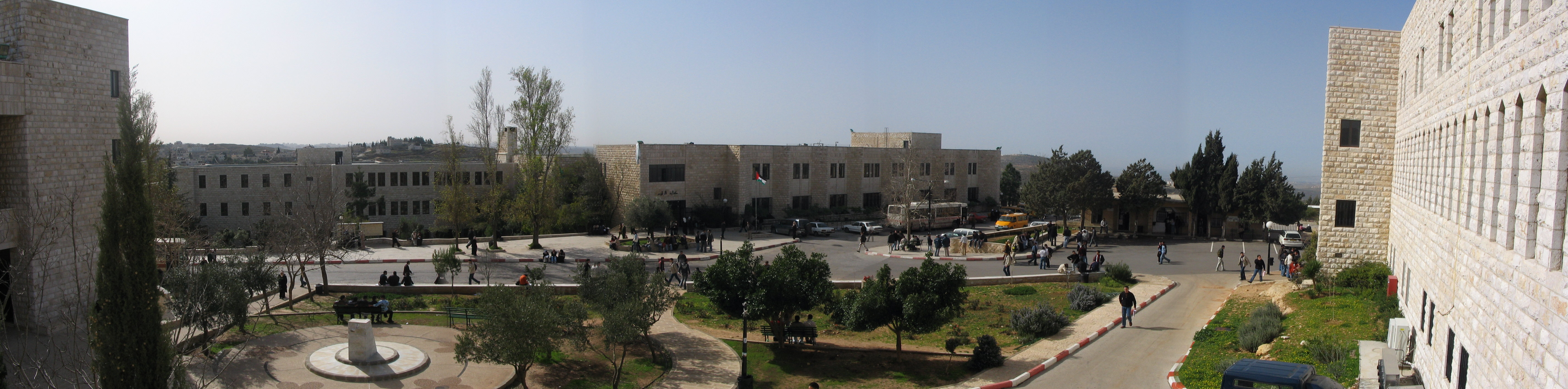
Campus de la Universidad de Birzeit.

## Fuente principal
- Birzeit University, web oficial de la Universidad de Birzeit. Consultado 11-09-2012 (en inglés).